# Lino Isaia
Lino Isaia is een Tokelaus politicus en de huidige pulenuku (burgemeester) van het atol Nukunonu. Ex officio is hij daardoor portefeuilleloos lid van de regering of Raad voor het Doorgaand Bestuur van Tokelau en van het parlement (Fono).